# ヘンリー・フォックス＝ストラングウェイズ (第3代イルチェスター伯爵)

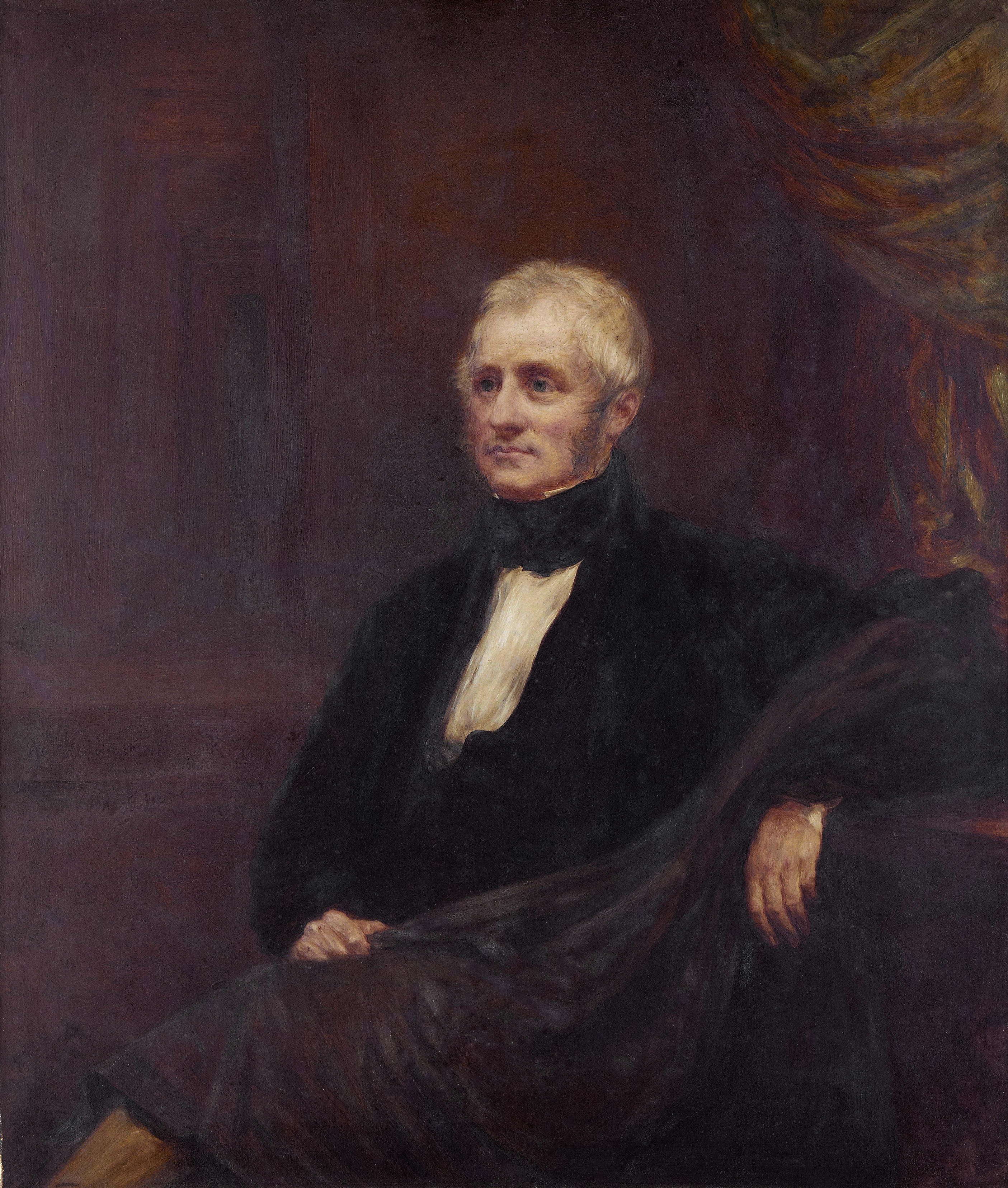
ジョン・リネルによる肖像画、1848年。

第3代イルチェスター伯爵ヘンリー・スティーブン・フォックス＝ストラングウェイズ（英語: Henry Stephen Fox-Strangways, 3rd Earl of Ilchester PC、1787年2月21日 – 1858年1月3日）は、イギリスの貴族、政治家。1787年から1802年までストラヴォデイル卿の儀礼称号を使用した。1835年から1841年まで国王親衛隊隊長を務めた。

## 生涯
第2代イルチェスター伯爵ヘンリー・トマス・フォックス＝ストラングウェイズと1人目の妻メアリー・テリーザ・オグレディ（Mary Theresa、旧姓オグレディ（O'Grady）、1790年6月14日没、スタンディッシュ・オグレディの娘）の息子として、1787年2月21日に生まれた。1802年9月5日に父が死去すると、イルチェスター伯爵位を継承した。1804年4月19日、オックスフォード大学クライスト・チャーチに入学、1814年6月16日にD.C.L.の学位を授与された。
1830年12月8日にドーセット・ヨーマンリー連隊の少佐に任命され、1840年6月6日に中佐に昇進、1846年2月12日に司令官（Lieutenant Colonel Commandant）に任命された。1856年7月25日に辞任した。
1835年8月5日に国王親衛隊隊長に任命され、1841年7月6日まで務めた。1837年、枢密顧問官に任命された。
1837年4月19日にサマセット統監に任命され、1839年6月1日までを務めた。
1858年1月3日にメルベリー・ハウスで死去、息子2人に先立たれたため異母弟ウィリアム・トマス・ホーナーが爵位を継承した。

## 家族
1812年2月6日、キャロライン・レオノーラ・マレー（Caroline Leonora Murray、1788年6月17日 – 1819年1月8日、ジョージ・マレー卿の娘）と結婚、2男2女をもうけた。
- テリーザ・アンナ・マリア（1874年5月2日没） - 1837年6月20日、第9代ディグビー男爵エドワード・ディグビーと結婚[11]
- ヘンリー・トマス・レオポルド（Henry Thomas Leopold、1816年1月7日 – 1837年8月11日） - 1834年10月23日にオックスフォード大学クライスト・チャーチに入学した[2]。1837年4月17日にドーセット副統監の1人に、4月24日にドーセット・ヨーマンリー連隊の大尉に任命された[12]。生涯未婚[1]
- スティーブン（1817年3月21日 – 1848年5月26日 メルベリー・ハウス） - 1834年10月23日にオックスフォード大学クライスト・チャーチに入学、1837年にB.A.の学位を、1844年にM.A.の学位を修得した[2]。1838年4月17日にドーセット・ヨーマンリー連隊のコルネット（英語版）（騎兵少尉）に任命された[13]。生涯未婚[1]
- キャロライン・マーガレット（1895年1月26日没） - 1844年7月23日、第2代準男爵サー・エドワード・ケリソン（英語版）（1886年7月11日没）と結婚[11]